# Flèche wallonne 1967
La Flèche wallonne 1967, 31e édition de la course, a lieu le 28 avril 1967 sur un parcours de 223 km. La victoire revient au Belge Eddy Merckx, qui a terminé la course en 5 h 58 min 00 s, devant le Néerlandais Peter Post et son compatriote Willy Bocklant.
Sur la ligne d’arrivée à Marcinelle, 54 des 139 coureurs au départ à Liège ont terminé la course.

## Classement final
| #  | Coureur              | Équipe                   |    | Temps           |
| -- | -------------------- | ------------------------ | -- | --------------- |
| 1  | Eddy Merckx          | Peugeot-Michelin-BP      | en | 5 h 58 min 00 s |
| 2  | Peter Post           | Willem II-Gazelle        | +  | 44 s            |
| 3  | Willy Bocklant       | Flandria-De Clerck       |    | 1 min 10 s      |
| 4  | Willy In't Ven       | Dr. Mann-Grundig         |    | 1 min 10 s      |
| 5  | Walter Godefroot     | Flandria-De Clerck       |    | 2 min 05 s      |
| 6  | Willy Monty          | Pelforth-Sauvage-Lejeune |    | 2 min 05 s      |
| 7  | Noël De Pauw         | Dr. Mann-Grundig         |    | 2 min 05 s      |
| 8  | Joseph Huysmans      | Dr. Mann-Grundig         |    | 2 min 05 s      |
| 9  | Ferdinand Bracke     | Peugeot-Michelin-BP      |    | 2 min 10 s      |
| 10 | Georges Vandenberghe | Romeo-Smiths             |    | 2 min 35 s      |